# 拉林県
拉林県（ろうりん-けん）は中華人民共和国黒竜江省にかつて存在した県。

## 地理
拉林県は現在の黒竜江省五常市北部に相当する。

## 歴史
1947年1月、双城県拉林地区に拉林県を新設、県政府を拉林鎮に設置、松江省の管轄とされた。同年11月7日、東北行政委員会は拉林県の決定と双城県への編入を決定したが、国共内戦の影響で編入は実施されずに中華人民共和国の成立を見た。1954年8月、松黒両省合併に伴い黒竜江省に移管された。
1956年3月6日、拉林県の廃止が決定され五常県に編入された。